# W61SH
W61SH（ダブリューロクイチエスエイチ）は、シャープが日本国内向けに開発した、auブランドを展開するKDDIおよび沖縄セルラー電話の携帯電話である。

## 特徴
W61SHはauで2機種目のAQUOSケータイである。既に他社から発表されているSH905iTV及びSoftBank 920SHとの大きな違いはフルワイドVGA解像度の液晶を搭載していないことと、ディスプレイのサイズが3.2インチではなく2.8インチと大幅に小さくなっているところである。これはVodafone 905SHを除くAQUOSケータイ中最小である。サブディスプレイにはneon（W42T）と同様のLEDを採用しており、これまでのAQUOSケータイと一線を画している。またアシンメトリー(左右非対称)デザインを採用したW51SHとは異なり、他社向けのAQUOSケータイ同様直線的なデザインとなっている。W51SHの鑑定的な後継機種という見方があるが、コンセプトイメージやメインディスプレイのサイズ、更に初期の本体のカラーバリエーションなどはauの2007年夏モデルである「W52SH」に近いものである。
標準でプリセットされているアプリはケータイコミック「DEATH NOTE」などである。
日本語入力システムも本機種ではW51SH、W52SHのケータイShoin5からケータイShoin6にバージョンアップされている。SH905i同様に名刺リーダーも新たに搭載された。
前モデルであるAQUOSケータイW51SHと比較して全体的にサイズが小さくなっている。また前述のとおり、他社のような3インチ以上のディスプレイかつフルワイドVGA解像の液晶の搭載を見送っている。
これは、本端末のコンセプトが『カジュアル&ジャストサイズ』・『オーセンティックモダン(モダン×本物感)』であり、女性を中心とする幅広いユーザーの確保かつ手に馴染み易いコンパクトなボディを追求したためとされる。そのコンパクトな仕様に適したディスプレイサイズやQVGAの解像度が、他社の廉価版に見受けられる節もある。
カラーバリエーションに合わせて、外箱が5種類ある。なお、ホワイトのボディーカラーが用意されている唯一のau向けAQUOSケータイである。

## 機能
au初のAQUOSケータイだったW51SHと比べるとEZ FeliCaやオープンアプリプレイヤーなどの機能を新たに搭載した。しかし、それと引き換えにHello Messenger(2009年8月31日でサービス終了)・テレビ出力機能・FM・デジタルラジオ放送受信機能(2011年3月31日で放送中止)やディスプレイの小型化など省かれた機能もある。なお本機の内蔵スピーカーはセリフなどの音声を聞こえやすくする理由でW51SHと同様ヒンジの内側に組み込まれたモノラルスピーカーを採用する。また、「フェイク着信機能」をau向けの端末に導入したのはこの機種からである。
外部メモリにはmicroSDが利用出来るが製品仕様にはSDカードの利用可能の最大容量が表記されていないこともありSDHCは認識されない。

## 沿革
- 2007年10月12日 電気通信端末機器審査協会（JATE）認定。
- 2007年12月17日 KDDI、およびシャープより公式発表。
- 2008年1月9日 中国・四国・九州地区にて発売。
- 2008年1月10日 北海道・沖縄にて発売。
- 2008年1月11日 東北・北陸・関東・中部・関西地区にて発売。
- 2008年1月28日 新色発表。
- 2008年2月21日 新色順次発売。

## 対応サービス
- au Smart Sports（別途ダウンロードにて対応）
- LISMO MUSIC（ビデオクリップ対応）
- EZ FeliCa
- モバイルSuicaアプリ（別途ダウンロードにて対応）
- EZナビウォーク（声de入力・3D対応）
- EZ助手席ナビ
- 安心ナビ
- 災害時ナビ
- 緊急通報位置通知
- EZチャンネルプラス
- EZニュースフラッシュ
- EZニュースEX（Web版のみ対応）
- EZケータイアレンジ（W52SH同様アレンジデータとして「えすえいち村」がインストールされている）
- PCサイトビューアー
- EZアプリ (BREW)（オープンアプリプレイヤー対応）
- au one My Page
- グローバルエキスパート
- デコレーションメール
- 絵しゃべりメール
- ラッピングメール
- Touch Message
- ケータイ探せて安心サービス
- 安心ロックサービス
- アドレス帳預けて安心サービス
- ペア機能
- でか文字
- 緊急地震速報

ほか

## 不具合
2008年4月25日に以下の不具合の修正がケータイアップデートにより行われた。
- 緊急地震速報が正しく表示されない場合がある
- 消費電力を抑える機能が正しく動作しない場合がある
- EZweb後、Eメール送信に失敗する場合がある

初期製造ロット(～2008年3月頃までに製造)個体では、赤外線ポート・お知らせLED付近にヒビが入ったり、天板のシルバーの部分の塗装がボロボロと剥がれ落ちることがある。落下などの衝撃を与えなくてもヒビが入ることがあると報告されている。また、酷い場合はひび割れの進行によって外装が欠け、内部が剥き出しになることもある。

## その他
シャープが中国向け（チャイナテレコム向け）に販売しているSH9110Cは当機種と同じデザインである。